# 장흥 묘덕사 묘법연화경 권1, 2
장흥 묘덕사 묘법연화경 권1,2는 대한민국 전라남도 장흥군 장흥읍 산삼리, 묘덕사에 있는 불경이다. 2016년 7월 7일 전라남도의 유형문화재 제327호로 지정되었다.

## 참고 문헌
- 장흥 묘덕사 묘법연화경 권1,2 - 국가유산청 국가유산포털